# Odontochilus duplex
Odontochilus duplex là một loài thực vật có hoa trong họ Lan. Loài này được (Holttum) Ormerod mô tả khoa học đầu tiên năm 2005.